# Jean Bass
Pour les articles homonymes, voir Bass.
 (août 2022).
Si vous disposez d'ouvrages ou d'articles de référence ou si vous connaissez des sites web de qualité traitant du thème abordé ici, merci de compléter l'article en donnant les références utiles à sa vérifiabilité et en les liant à la section « Notes et références ».
Jean Bass (1913-2007) est un enseignant de mathématiques français.

## Biographie
Jean Bass naît en 1913 d'un ingénieur chimiste et d'une enseignante agrégée d'histoire et géographie. Son arrière-grand-père est député à l'Assemblée constituante de 1848, et sa tante Anna Bass est sculptrice et graveuse. Avec sa sœur cadette Geneviève Bass, ce futur ingénieur et mathématicien reçoit de son père une éducation « à dominante scientifique ».
À sa sortie de l'École polytechnique, il fait une année à l'École de l'air de Versailles, puis suit les stages de pilotage et devient pour deux ans élève ingénieur à l'École nationale supérieure de l'aéronautique et de l'espace.
En 1937, il passe en licence de mathématiques à l'université de Paris le certificat de géométrie supérieure sous la direction d'Élie Cartan, et soutient sa thèse en décembre 1948 devant un jury composé de Louis de Broglie, Henri Villat, et Georges Darmois. En 1951, il succède à Paul Lévy comme professeur de mathématiques à l'École nationale supérieure des mines de Paris. En 1952, sur l'invitation de Michel Loève, il enseigne comme professeur invité au laboratoire de statistiques de Berkeley.
Durant l'année universitaire 1953-1954, il enseigne les mathématiques à l'École nationale supérieure de mécanique de Nantes à la demande de Christian Pauc, mais il est rapidement rappelé à Paris où il va enseigner les mathématiques à l'École supérieure d'aéronautique jusqu'en 1968.
Il est de 1955 à 1957 maître de conférences à l'École polytechnique, et examinateur pour les mathématiques dans cette école de 1958 à 1970. En 1971, il est professeur à l'université de Paris VI.
Devenu aveugle à la fin de sa vie, il reste cependant actif et productif. En dehors des mathématiques, il avait une passion pour la montagne qu'il a su transmettre à ses enfants et petits-enfants, ainsi que pour la musique, et des qualités d'organiste.
Il demeurait à la Résidence Athénée au 21, rue Ferdinand-Jamin à Bourg-la-Reine.

## Publications
- Cours de mathématiques , Masson, 1956, 4è éditions, 1967, 1971  (ISBN 2-225-45375-6 et 978-2-225-45375-5)
- Mémorial des sciences mathématiques, 1962
- Exercices corrigés de mathématiques, Masson, 1965
- Éléments de calcul des probabilités théorique et pratique, 1965
- Introduction aux mathématiques, Ellipses, 1985  (ISBN 2-7298-8550-1 et 978-2-7298-8550-2)
- Fonctions de corrélation, fonctions speudo-aléatoires et applications, Masson, 1984, 1987  (ISBN 2-225-80140-1 et 978-2-225-80140-2)
- Les principes mathématiques de la mécanique quantique, Matapli, 2000.